# Philodendron martianum
Philodendron martianum är en kallaväxtart som beskrevs av Adolf Engler. Philodendron martianum ingår i släktet Philodendron och familjen kallaväxter. Inga underarter finns listade.

## Bildgalleri

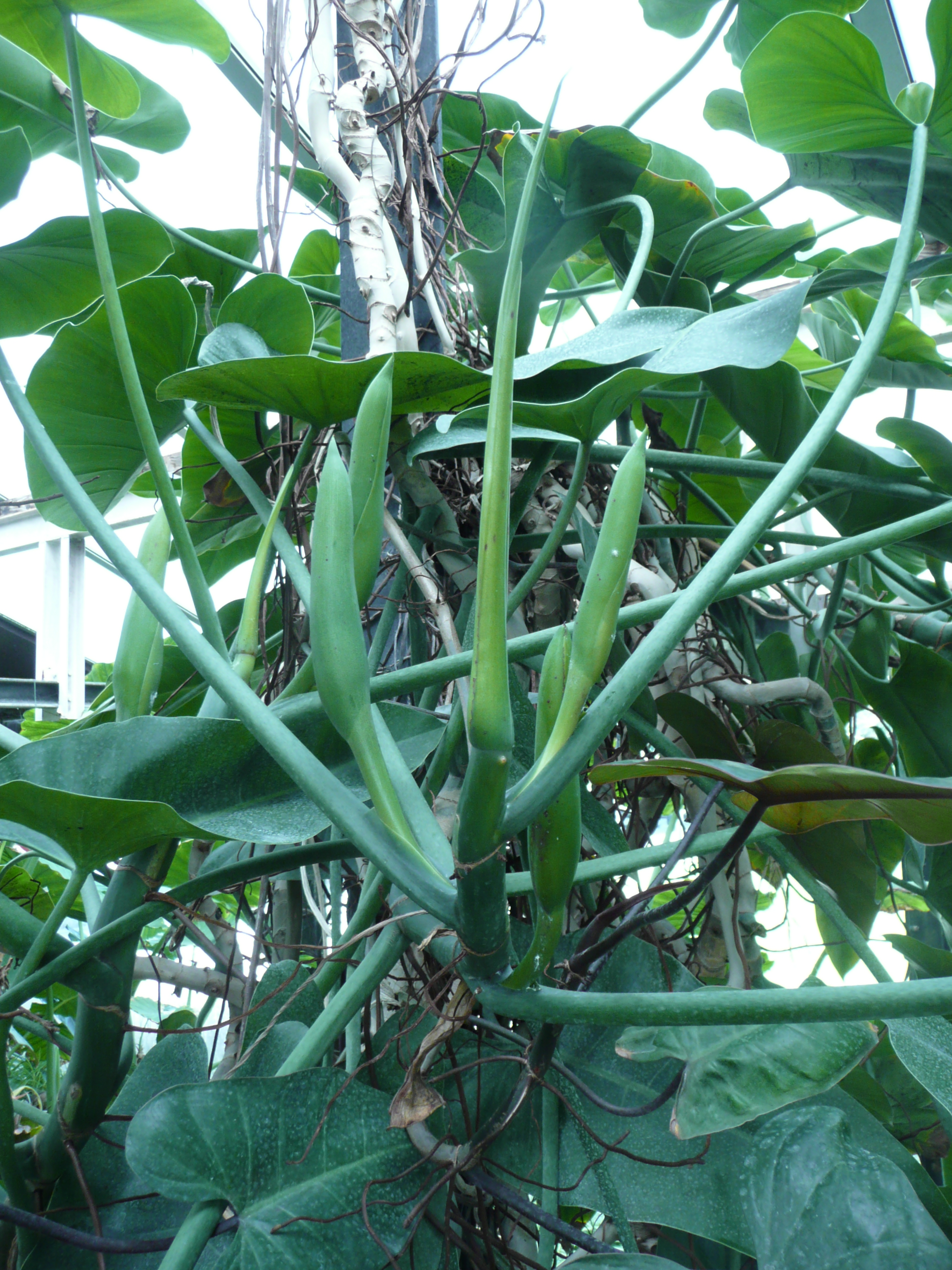
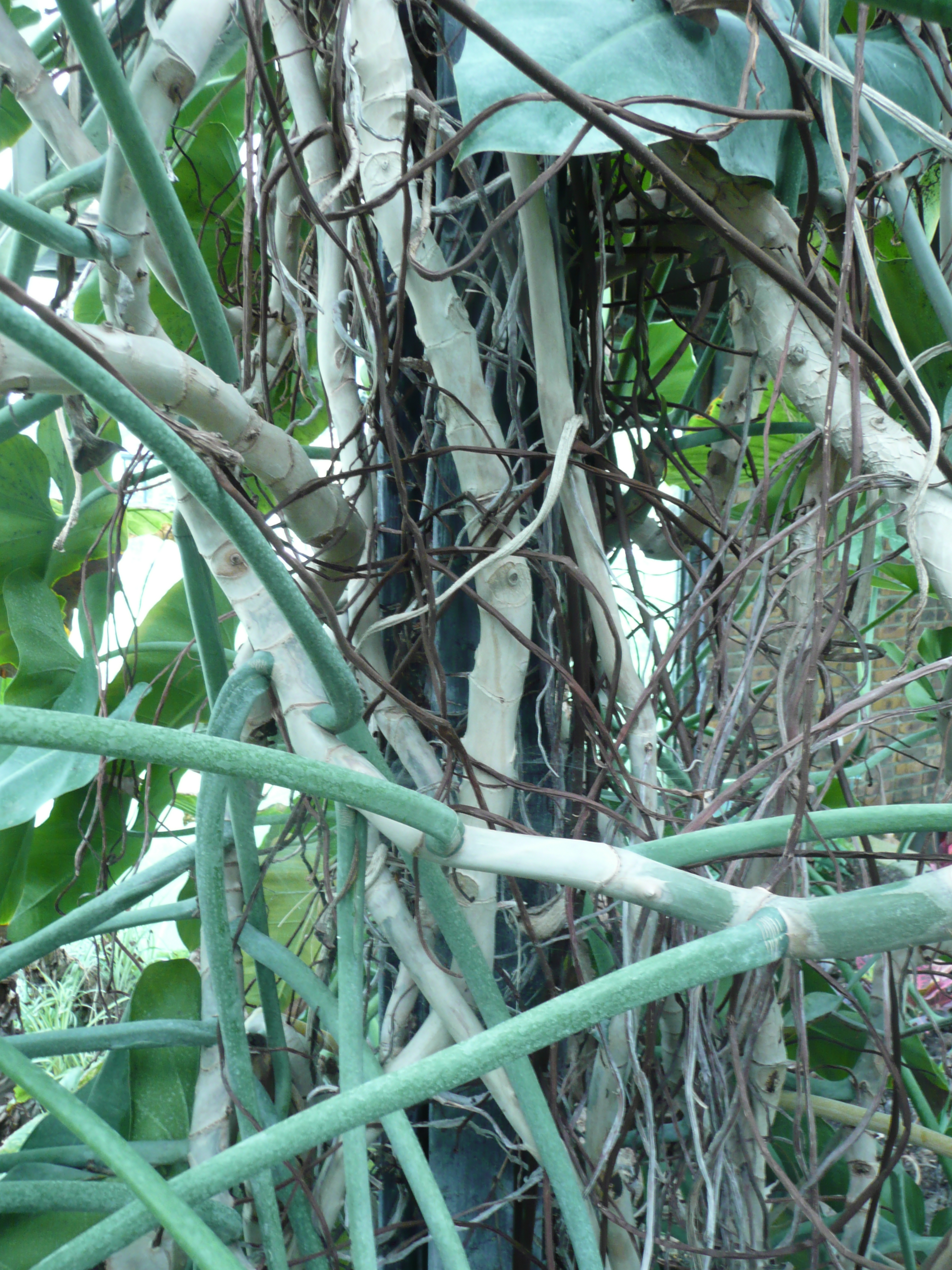
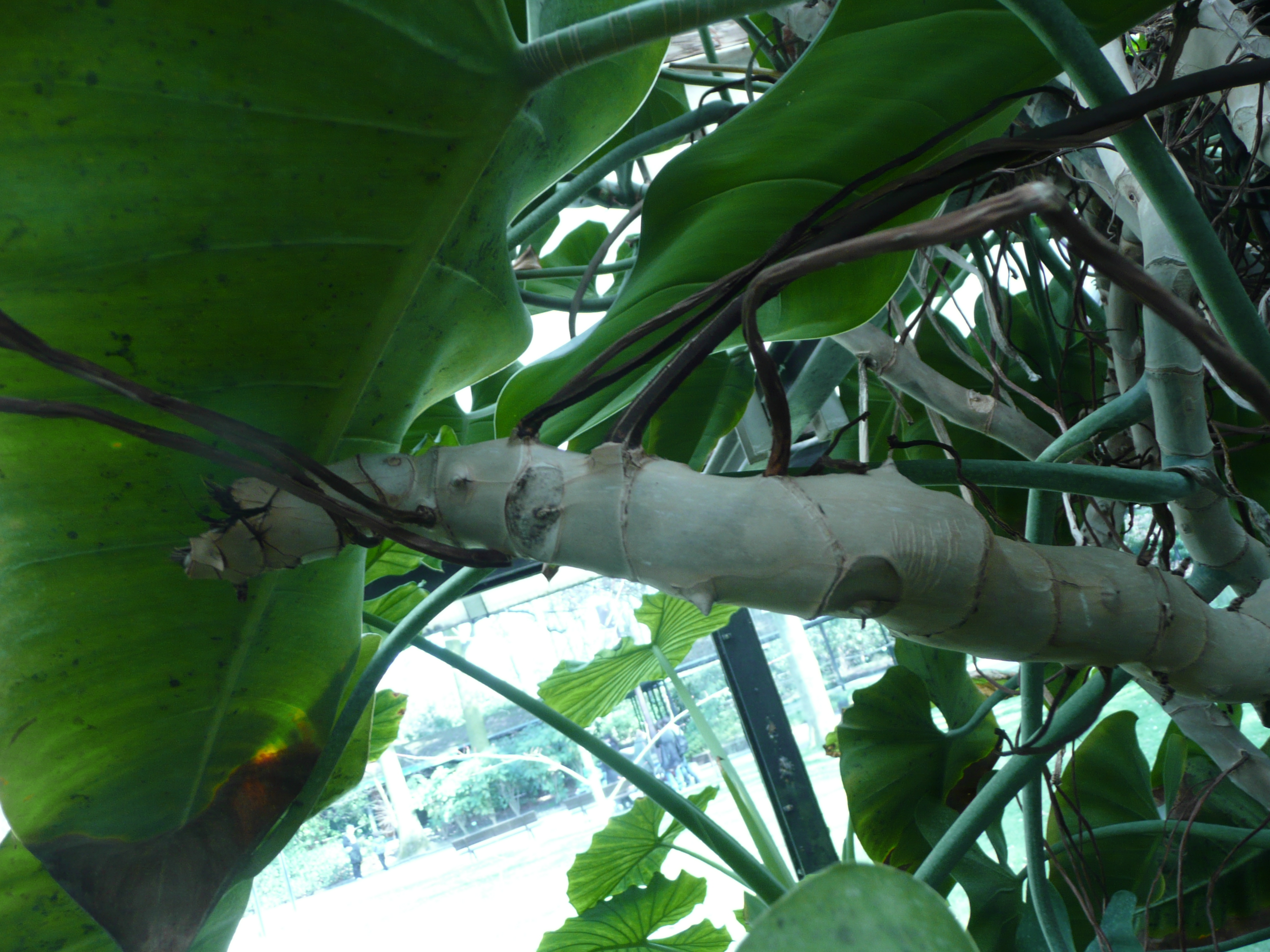
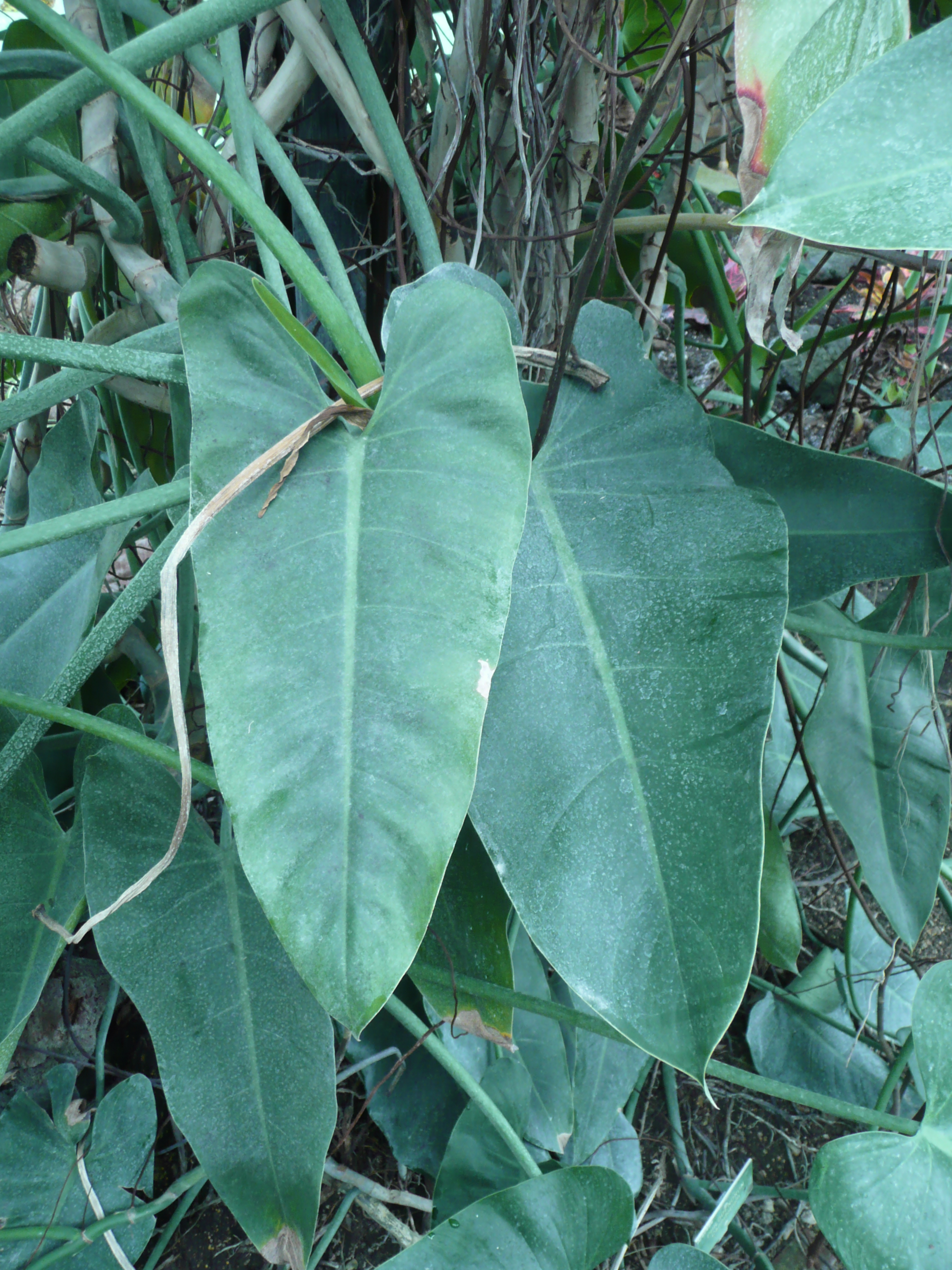